# Henry Montagu, 1:e earl av Manchester
Henry Montagu, 1:e earl av Manchester, född cirka 1563, död 7 november 1642, var en engelsk ämbetsman, sonson till överdomaren sir Edward Montagu.
Manchester blev 1616 överdomare vid King's Bench efter den berömde sir Edward Coke, 1620 riksskattmästare, 1621 rådets president och 1628 lordsigillbevarare. Han upphöjdes 1620 till viscount Mandeville och baron Montagu av Kimbolton samt 1626 till earl av Manchester. 
Han var en av Karl I:s hederligaste rådgivare, tjänstgjorde som domare i Stjärnkammaren och avgav 1634 ett utlåtande till förmån för skeppspenningarnas laglighet.